# Louis Joseph Landa
Pour les articles homonymes, voir Landa.
Louis Joseph Landa, né le 21 juin 1875 au Vauclin, mort le 21 novembre 1935 à Fort-de-France, Martinique est un industriel et un homme politique martiniquais. 

## Biographie
Le père de Louis Joseph Landa est un ouvrier charpentier. Lui-même est d'abord ouvrier, puis devient propriétaire d'une distillerie. En 1922, il « remporte les élections municipales et met en œuvre une ambitieuse politique de travaux d’aménagement ». Il est le « premier homme mulâtre à posséder une usine, celle de Trois-Rivières qu'il a acheté... ».
Il est maire du Vauclin de 1922 à 1936. Il devient aussi consul d'Haïti.
Son fils le remplace après sa mort. 

## Hommage
Un buste, commandé par son fils en 1959, se trouve au Vauclin.